# Pavel Samusenko
Pavel Dmitrievič Samusenko (in russo Па́вел Дми́триевич Самусе́нко?; Poljarnye Zori, 9 agosto 2001) è un nuotatore russo.

## Carriera
Ha vinto quattro ori ai mondiali in vasca corta e un argento ai mondiali in vasca lunga.

## Palmarès

### Per la Russia
- Mondiali giovanili

Budapest 2019: argento nella 4x100m sl, nella 4x100m sl mista e nella 4x100m misti mista.
- Europei giovanili

Kazan' 2019: oro nella 4x100m misti, bronzo nei 50m dorso.

### Per RSF
- Mondiali in vasca corta

Abu Dhabi 2021: oro nella 4x50m misti, bronzo nella 4x100m misti.

### Atleta neutrale
- Mondiali

Singapore 2025: argento nei 50m dorso.
- Mondiali in vasca corta

Budapest 2024: oro nella 4x100m misti, nella 4x50m misti mista e nella 4x100m misti mista.